# Ma Wenge
Ma Wenge (Tianjin; 27 de marzo de 1968) es un jugador profesional de tenis de mesa chino, ganador en dos ocasiones de la Copa del Mundo de Tenis de Mesa, en Nairobi en 1989 y en Ho Chi Minh en 1992.
En los Juegos Olímpicos de Barcelona 1992 ganó la medalla de bronce, siendo superado por el sueco Jan-Ove Waldner (oro) y el francés Jean-Philippe Gatien (plata).